# 中華民國—巴拉圭關係
中華民國—巴拉圭關係是指中華民國與巴拉圭共和國之間的外交關係。兩國於1957年建交，中華民國是繼日本之後，第二個與巴拉圭建交的亞洲國家。目前皆在對方首都設有大使館，中華民國並在巴拉圭第二大城東方市設有總領事館。

## 歷史

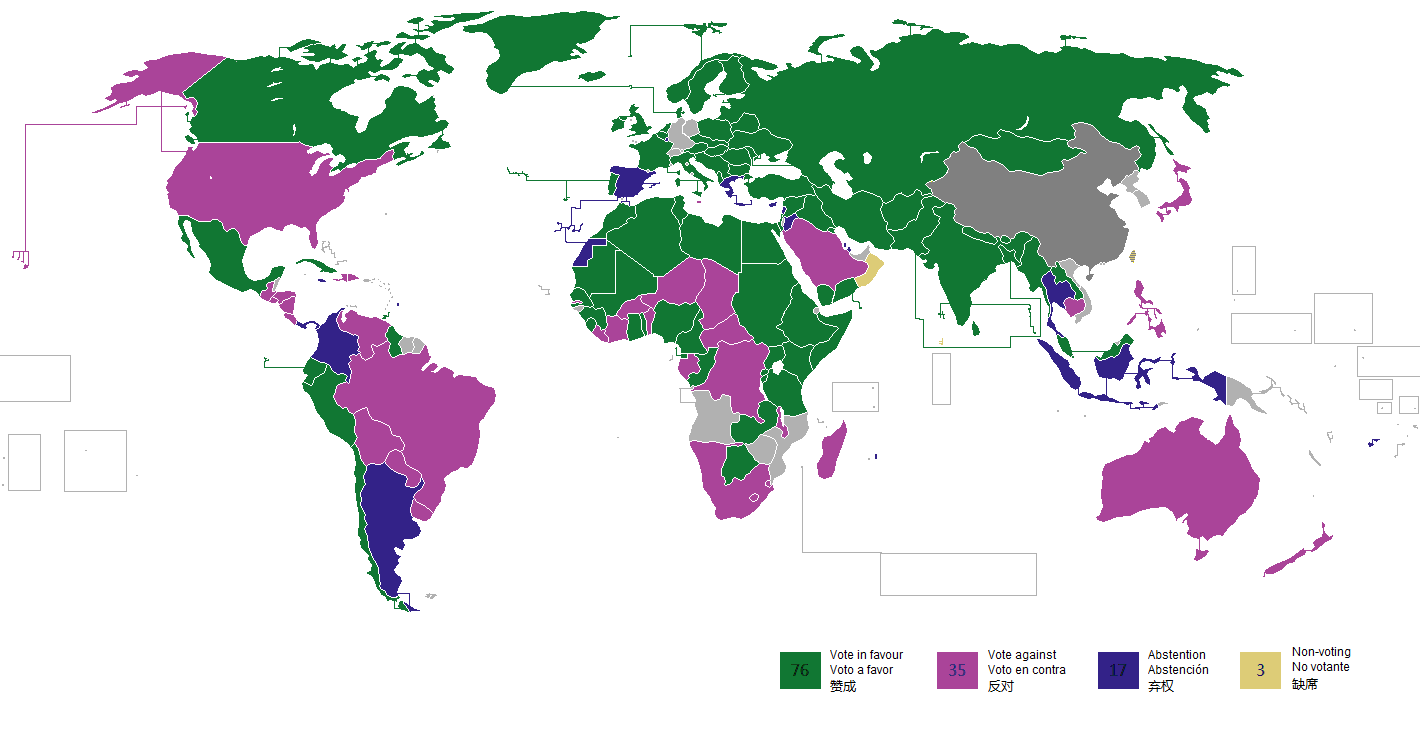
紫色國家表示在1971年的投票中支持中華民國續留聯合國，即反對《聯合國大會2758號決議》，其中包括巴拉圭。

- 1957年7月8日，由時任駐委內瑞拉公使顏萬里與巴拉圭駐委大使於委國首都卡拉卡斯以換文方式建立大使級外交關係[1]，由中華民國駐巴西大使兼駐。

- 1959年11月29日，中華民國政府在首府亞松森設立大使館，1962年派常駐大使。

- 1962年11月，巴拉圭政府派駐日本大使兼任駐華大使，1976年9月派駐華專使。

- 1971年10月，巴拉圭在联合国大会第2758号决议的最终投票表决上，投票支持中華民國保有在聯合國內的「中國」席次。

- 1975年9月22日，巴拉圭總統史托斯納爾來臺訪問。

- 1988年，中華民國與烏拉圭斷交，巴拉圭成為南美洲唯一與中華民國有正式外交關係的國家，並且是世界少數不承認中華人民共和國的拉丁美洲國家。

- 1988年12月12日，設立「史托斯納爾市（Puerto Presidente Stroessner）總領事館」。

- 1989年2月，「史托斯納爾市（Puerto Presidente Stroessner）總領事館」更名為「東方市（Ciudad del Este）總領事館」。当年，中华人民共和国曾经派出外交官诱劝巴拉圭总统安德烈斯·羅德里格斯与中华民国断交，改与中华人民共和国建交，但在中华民国驻巴拉圭大使王昇将军的劝说下，罗德里格斯总统宣布巴拉圭将维持与中华民国的外交关系[2]。

- 2017年6月27日，巴拉圭外交部舉辦「臺巴建交60週年」慶祝儀式。[3]7月4日，中華民國外交部宣布，巴拉圭總統卡提斯應中華民國政府邀請將於7月11日至13日率訪問團來臺進行國事訪問，為卡提斯自2013年8月就任巴拉圭總統以來第三度訪臺；訪問期間參訪中華民國重要經濟、文化建設，與中華民國企業界人士互動，以提升雙邊經貿交流。[4]

- 2018年，中華民國出資協助巴拉圭創立臺灣-巴拉圭科技大學，該校師資由國立臺灣科技大學支援，臺巴科大創建工業工程系、機電工程系、土木工程系及資訊工程系四個學系，因校舍興建問題該校第一屆學生在大一大二期間借用巴拉圭奧運委員會場地作為教室，大三大四前往臺科大臺北校本部學習[5][6]。

### 邦誼挑戰
2020年4月17日巴拉圭國會參議院表決與中華人民共和國建交的動議，此動議由左派的政黨聯盟「大陣線」（Frente Guasú）提出，認為轉投中華人民共和國懷抱，才能促進雙方合作，以巴拉圭農產品交換中華人民共和國的防疫物資。參議院全院45席，有41人投票，最後16票贊成、25票反對，擋下此動議。
2021年4月20日，面對中華人民共和國「疫苗外交」的壓力，巴拉圭總統阿布鐸表示，「我們對於向各地採購疫苗沒有問題，但不接受任何形式的勒索。」
中華民國外交部發言人歐江安則表示：「疫苗取得不僅是公衛問題，更是人道議題，攸關各國人民的生命與健康事項，本不應該淪為政治操作的工具。」她強調，「我國政府樂見巴拉圭順利取得疫苗，強烈反對任何隱含附帶條件，從中破壞台巴邦誼。」
2022年9月28日，巴拉圭总统阿布鐸要求中华民国向巴拉圭投资10亿美元，以巩固双方外交关系。
2023年總統大選，執政黨紅黨候選人潘尼亞允諾維持對台邦交，反對派真正激進自由黨候選人艾里格里擬重新檢視對台邦交，兩國的關係成為選舉備受矚目議題之一。
2024年12月，中國外交官進入巴拉圭國會促轉向。
2025年7月，巴拉圭紅黨眾議院第一副議長梅薩（Hugo Meza）訪中後表示他將正式向總統潘尼亞（Santiago Peña Palacios）提出應棄台投中。

## 高層互訪

### 現任巴拉圭政府高層
國家元首 總統：貝尼亞(Santiago Peña Palacios) 2023年8月就任，任期5年。
國會首長 參議院議長：努內斯（Basilio Gustavo Núñez Giménez）2024年7月就任、2025年7月連任，任期1年；眾議院議長：拉多雷（Raúl Luis Latorre Martínez）2023年7月就任，2024年7月、2025年7月連任，任期1年。

#### 巴拉圭訪中華民國團（1988年至今）
| 國家元首                                                          |                                                 |        |
| 總統安德烈斯·羅德里格斯·佩多蒂 (Andrés Rodríguez Pedotti)         | 1990/5                                          |        |
| 總統路易斯·安赫爾·岡薩雷斯·馬基 (Luis Ángel González Macchi)      | 1999/9、2002/8                                  |        |
| 總統 (Óscar Nicanor Duarte Frutos)                                | 2004/5、2007/10                                 |        |
| 總統 (Fernando Armindo Lugo Méndez)                               | 2011/3、2012/5                                  |        |
| 總統 (Luis Federico Franco Gómez)                                 | 2013/5                                          |        |
| 總統 (Horacio Manuel Cartes Jara)                                 | 2014/10、2016/5、2017/7                         |        |
| 總統 (Mario Abdo Benítez)                                         | 2018/10、2023/2                                 |        |
| 總統 (Santiago Peña Palacios)                                     | 2023/7、2024/5                                  |        |
| 元首配偶                                                          |                                                 |        |
| 夫人瑪麗亞·泰瑞莎·卡拉斯科 (María Teresa Carrasco)                | 1997/10                                         | [ 16 ] |
| 夫人岡薩雷斯 (Susana del Pilar Galli Romañach de Gonzalez Macchi) | 2000/7                                          | [ 17 ] |
| 副元首                                                            |                                                 |        |
| 副總統賈司迪優尼 (Luis Alberto Castiglioni）                      | 2004/2                                          | [ 18 ] |
| 國會議長                                                          |                                                 |        |
| 眾議院議長馬丁尼斯                                                | 1988/6                                          |        |
| 眾議院議長艾吉諾 (Miguel Angel Aquino)                            | 1990/3                                          |        |
| 眾議院議長莫萊諾 (José Antonio Moreno Ruffinelli)                 | 1993/4                                          |        |
| 參議院議長沙基業 (Miguel Abdon Saguler)                           | 1997/1                                          |        |
| 眾議院議長阿雷格烈 (Pedro Efraín Alegre Sasiain)                  | 1999/8                                          |        |
| 眾議院議長維拉 (Candido Vera Bejarano)                            | 2001/1                                          |        |
| 參議院議長賈雷阿諾 (Juan Roque Galeano Villalba)                  | 2002/3                                          |        |
| 眾議院議長孟赫斯 (Juan Dario Monges Espinola)                     | 2002/3                                          |        |
| 眾議院議長龔薩雷斯 (Oscar Gonzalez Daher)                         | 2003/3                                          |        |
| 眾議院議長馬歇爾 (Don Benjamin Maciel Pasotti)                    | 2003/11                                         |        |
| 參議院議長馬德歐 (Carlos Quinto Mateo Balmelli)                   | 2004/2                                          |        |
| 眾議院議長沙羅蒙 (Oscar Ruben Salomon Fernandez)                  | 2005/1                                          |        |
| 參議院議長賈禮碩沙 (Miguel Carrizosa Galiano)                     | 2005/1                                          |        |
| 參議院議長費里索拉 (Carlos Alberto Filizzola Pallarés)            | 2006/1                                          |        |
| 眾議院議長柏佳都 (Víctor Alcides Bogado González)                 | 2006/3、2007/1、2010/11、2012/2、2013/1、2013/5 |        |
| 參議院議長宮薩雷斯 (Enrique Gonzalez Quintana)                    | 2009/1                                          |        |
| 眾議院議長布沙基斯 (Enrique Salyn Buzarquis Cáceres)              | 2009/2                                          |        |
| 眾議院議長歐緯陀 (César Ariel Oviedo Verdún)                      | 2010/3                                          |        |
| 參議院議長維拉斯奎斯 (Julio César Velázquez Tillería)             | 2014/1                                          |        |
| 眾議院議長拉米雷斯 (Juan Bartolomé Ramírez)                       | 2014/2                                          |        |
| 眾議院議長韋拉斯格斯 (Hugo Adalberto Velázquez Moreno)            | 2014/11、2015/9                                 |        |
| 參議院議長 (Mario Abdo Benítez)                                   | 2016/1                                          |        |
| 參議院議長罗伯托·阿瑟維多·克维多 (Roberto Acevedo Quevedo)        | 2017/5                                          |        |
| 參議院議長 (Fernando Armindo Lugo Méndez)                         | 2018/1                                          |        |
| 參議院議長 (Silvio Adalberto Ovelar Benítez)                      | 2019/1、2024/4                                  |        |
| 眾議院議長羅培斯 (Carlos María López López)                       | 2023/1                                          | [ 19 ] |
| 眾議院議長拉多雷 （Raúl Luis Latorre Martínez）                   | 2024/5                                          |        |
| 參議院議長努內斯 （Basilio Gustavo Núñez Giménez）                | 2024/11                                         |        |
| 司法首長                                                          |                                                 |        |
| 最高法院院長薩貝那                                                | 1998/5                                          | [ 20 ] |
| 最高法院院長希梅內茲 (Eugenio Jiménez)                            | 2019/8                                          |        |

#### 中華民國訪巴拉圭團（1988年至今）
| 高層       | 中文名           | 訪問年月 | 備註 | 備註 |
| ---------- | ---------------- | -------- | ---- | ---- |
| 元首       |                  |          |      |      |
| 總統李登輝 | 1997/09          |          |      |      |
| 總統陳水扁 | 2001/05、2006/05 |          |      |      |
| 總統馬英九 | 2008/08、2013/08 |          |      |      |
| 總統蔡英文 | 2016/06、2018/08 |          |      |      |
| 副元首     | 副總統賴清德     | 2023/08  |      |      |
| 行政首長   | 行政院院長俞國華 | 1988/08  |      |      |
| 監察院長   | 院長陳履安       | 1993/08  |      |      |

## 兩國合作項目

### 有關兩國政府間簽署合作協定或備忘錄
| 日期           | 簽署                                                                           | 備註     |
| -------------- | ------------------------------------------------------------------------------ | -------- |
| 1961年8月18日  | 《文化專約》                                                                   |          |
| 1962年5月11日  | 《貿易暨經濟合作條約》                                                         | [ 註 1 ] |
| 1968年6月7日   | 《友好條約》                                                                   |          |
| 1971年8月26日  | 《經濟技術合作議定書》                                                         | [ 註 2 ] |
| 1973年2月15日  | 《技術合作協定》                                                               |          |
| 1973年2月15日  | 《派遣農業技術團協定》                                                         | [ 註 3 ] |
| 1975年9月25日  | 《投資協定》                                                                   |          |
| 1975年9月25日  | 《觀光協定》                                                                   |          |
| 1986年3月3日   | 《國際快捷郵件服務備忘錄》                                                     |          |
| 1986年4月24日  | 《引渡條約》                                                                   |          |
| 1989年10月9日  | 《推行農牧示範村計畫協定》                                                     |          |
| 1990年6月19日  | 《科技教育合作協定》                                                           |          |
| 1992年4月6日   | 《相互投資保證協定》                                                           |          |
| 1994年4月28日  | 《避免所得稅雙重課稅及防杜逃稅協定》                                           | [ 註 4 ] |
| 1994年8月13日  | 《成立中小企業技術合作中心技術合作協定》                                       |          |
| 1995年8月26日  | 《推動巴拉圭共和國一工業區之瞭解備忘錄》                                       |          |
| 1995年8月26日  | 《加強農業技術合作計畫瞭解備忘錄》                                             |          |
| 1995年8月26日  | 《亞松森新城規劃研究合作意向書》                                               |          |
| 1997年9月17日  | 《空中運輸協定》                                                               |          |
| 1997年9月17日  | 《關於貿易推廣技術及人力培訓協議換文》                                         |          |
| 1998年1月21日  | 《新聞交流協定》                                                               |          |
| 1998年5月30日  | 《中華民國審計部與巴拉圭共和國審計部間有關審計事務合作交換意願書》             |          |
| 2001年6月1日   | 《有關投資暨貿易策略計畫瞭解備忘錄》                                           |          |
| 2002年9月4日   | 《外交及公務護照免簽証協定》                                                   |          |
| 2003年4月20日  | 《觀光合作協議》                                                               |          |
| 2005年6月29日  | 《反洗錢及反恐怖主義情資交換合作協定》                                         |          |
| 2005年12月20日 | 《派遣志工協定》                                                               |          |
| 2007年10月11日 | 《有關合作打擊毒品買賣及相關犯罪行為協定》                                     |          |
| 2009年9月8日   | 《文化教育科學運動合作協定》                                                   |          |
| 2013年6月24日  | 《移民事務與防制人口販運合作瞭解備忘錄》                                       |          |
| 2016年6月28日  | 《航空運輸協定》                                                               |          |
| 2017年7月12日  | 《經濟合作協定》                                                               | [ 註 5 ] |
| 2017年7月12日  | 《免除外國公文書重複驗證協定》                                                 |          |
| 2021年3月18日  | 《中華民國（臺灣）經濟部標準檢驗局與巴拉圭共和國標準檢驗局技術合作協定》       | [ 註 6 ] |
| 2021年7月30日  | 《中央銀行合作協定》                                                           | [ 註 7 ] |
| 2022年11月1日  | 《中華民國(臺灣)衛生福利部食品藥物管理署及巴拉圭共和國國家衛生監督局合作協定》 |          |
| 2023年2月16日  | 《外交人員訓練及交流合作協定》                                                 |          |
| 2023年4月25日  | 《有機農業生產系統相互承認瞭解備忘錄》                                         | [ 註 8 ] |
| 2024年11月30日 | 《中華民國（台灣）政府與巴拉圭共和國政府普通護照互免簽證協定》                 |          |

### 軍事
因巴拉圭時任總統阿爾弗雷多·斯特羅斯納與中華民國故總統蔣中正擁有相同的反共立場，在兩國理念相當以及關係良好的情況下，巴拉圭許多的軍人是受訓於中華民國位於臺北郊外的復興崗軍事訓練中心。

## 兩國貿易
| 年分 | 貿易總額    | 年增減   | 排名 | 出口至巴拉圭 | 年增減  | 排名 | 自巴拉圭進口 | 年增減   | 排名 |
| ---- | ----------- | -------- | ---- | ------------ | ------- | ---- | ------------ | -------- | ---- |
| 2022 | 253,410,045 | ▲28.572% | 72   | 22,300,410   | ▲1.474% | 107  | 231,109,635  | ▲31.972% | 57   |
| 2023 | 252,455,379 | ▼0.377%  | 69   | 23,267,632   | ▲4.337% | 102  | 229,187,747  | ▼0.832%  | 55   |
| 2024 | 243,362,432 | ▼3.60%   | 68   | 29,624,920   | ▲27.32% | 97   | 213,737,512  | ▼6.741%  | 55   |

1990年代巴拉圭在中華民國的經濟協助下擁有高度的經濟成長，直至2004年當年雙方貿易額達到40億美元之多。
2016年時中華民國是巴拉圭第32大出口夥伴、第27大進口夥伴。
- 中華民國－巴拉圭主要出口項目：特殊物品（含出口未超過台幣5萬元之小額報單及其他零星物品）、塑膠製自粘性板、機器零附件、車輛零附件、合成纖維絲紗、診斷或實驗用有底襯之試劑、橡膠或塑膠加工機、針織品、戶外遊戲用物品及設備等。[30]
- 中華民國－巴拉圭主要進口項目：冷凍（冷藏）牛肉、芝麻、高梁（蜀黍）、鋁廢料、鐡廢料、木材、馬黛茶、精油、蔗糖、果汁、水及含糖飲料、特殊物品（含進口未超過台幣5萬元之小額報單及其他零星物品）等。[30]

### 兩國自由貿易現況
自2004年起，中華民國與巴拉圭就開始討論簽訂自由貿易協定（FTA），但由於巴拉圭所屬南方共同市場規定，在未經所有成員國同意無法與非會員國簽署自由貿易協定，因此雙方直至2017年始根據WTO規定，開發中國家之間可就少數商品簽署降稅協定的規定，簽署經濟合作協定（ECA），並於2018年2月28日生效，2018年6月12日以此協定為依據成立聯合委員會會議，會中達成雙方產品降稅及協助巴拉圭微中小企業發展等共識。

## 旅遊

持中華民國護照的中華民國國民可以免簽證的方式入境巴拉圭。

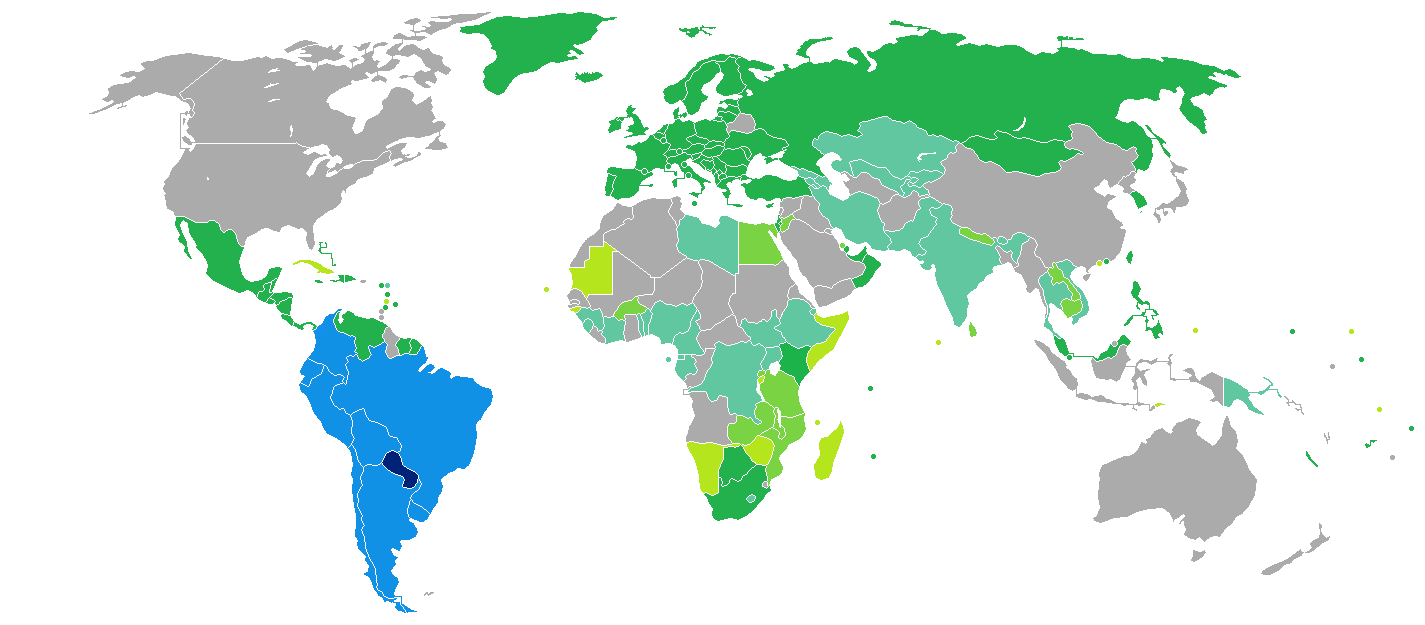
持巴拉圭護照的巴拉圭公民可以免簽證的方式入境中華民國。

### 簽證
持有中華民國護照的中華民國國民可以免簽證的方式入境停留90天之待遇，但巴拉圭移民官仍有拒絕入境權力。建議旅客於入境時備妥回程或下一站機票、旅館訂房紀錄、財力證明及其他旅遊相關證明文件，以備供巴拉圭移民官員查驗。
持巴拉圭護照的巴拉圭公民可以免簽證的方式入境中華民國90日。

### 航空客運
兩國大致位於對蹠點（最近距離接近兩萬公里），目前無直航班機，來往巴拉圭之客運航線有以下方式：
1. 搭乘飛往美國洛杉磯、紐約-甘迺迪、休士頓-喬治·布希、芝加哥-歐海爾、加拿大多倫多-皮爾遜。
2. 在各機場轉機前往阿根廷布宜諾斯艾利斯（洛杉磯、芝加哥無航線）、巴西聖保羅（休士頓無航線）、智利聖地亞哥（芝加哥無航線）。
3. 在各機場轉機即可到達巴拉圭亞松森-西爾維奧·佩蒂羅西國際機場。

- 註1：上述目的地國際機場為鄰近該國首都或該國最主要樞紐機場，若要前往該國其他國際機場或國內線機場詳見巴拉圭機場。
- 註2：航線會因航空公司營運狀況更改或取消，出發前應與負責該航線的航空公司確認航線及航班，以免影響權益。

## 外部連結
- 中華民國外交部巴拉圭共和國簡介 （页面存档备份，存于） （繁體中文）(Facebook （页面存档备份，存于） 、X )

- 中華民國駐巴拉圭共和國大使館 （页面存档备份，存于） （繁體中文）（西班牙文）(Facebook （页面存档备份，存于） 、X )

- 中華民國駐東方市總領事館 （页面存档备份，存于） （繁體中文）（西班牙文）(Facebook （页面存档备份，存于） )

- 巴拉圭共和國外交部 （页面存档备份，存于） （西班牙文）(X)

- 巴拉圭共和國駐中華民國大使館 （页面存档备份，存于） （繁體中文）（西班牙文）（英文）(Facebook、X)